# Университет Тэнри

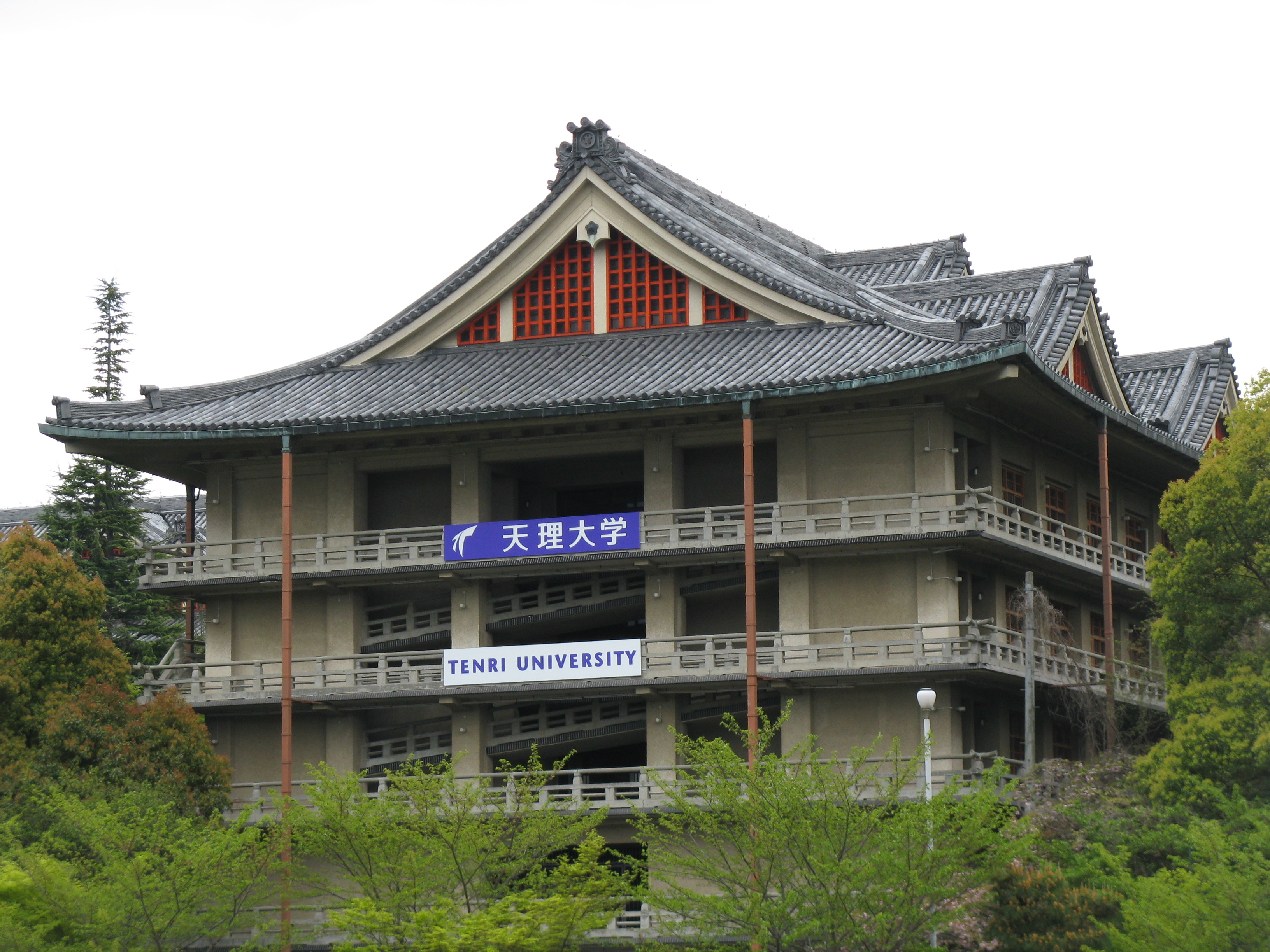
Здание университета Тэнри

Университет Тэнри (яп. 天理大学) — частное высшее учебное заведение в Японии, располагающееся в городе Тэнри префектуры Нара. Является одной составляющих светской части Тэнрикё. Учреждён в феврале 1925 года как Школа иностранных языков города Тэнри (яп. 天理外国語専門学校). Особенностью школы являлось совместное обучение студентов обоего пола. Первоначальное количество студентов — 104 человека. В апреле 1949 школа была преобразована в университет . В Японии университет известен качеством обучения иностранным языкам и дзюдо.

## История
По мере распространения Тэнрикё в начале XX века его лидеры приняли решение, что все последователи должны получить возможность для получения полноценного светского образования. Университет (в виде школы иностранных языков) был учреждён одновременно с дошкольными образовательными учреждениями, детскими садами и общеобразовательными школами. В настоящее время университет Тэнри входит в комплекс социальных учреждений, занимающего около площадь около одного гектара, в который входят семинарии, общеобразовательные школы, лекционные залы и больницы.
К университету относится Центральная библиотека Тэнри

## Известные студенты
- Гесинк, Антон (1934 - 2010) — выдающийся голландский дзюдоист;
- Ябу, Наото  (1970) — выдающийся японский дзюдоист;
- Номура, Тадахиро (1974) — выдающийся японский дзюдоист.